# Clémence Allain
Pour les articles homonymes, voir Allain (homonymie).
Clémence Allain est une chercheuse en chimie de synthèse et photophysique travaillant pour le CNRS. Elle est récipiendaire de la Médaille de bronze du CNRS 2017.

## Biographie
Allain obtient un doctorat en chimie organique à l’université Pierre et Marie Curie - Collège de France et effectue plusieurs post-doctorats en France puis en Angleterre.
Elle intègre en 2010 le laboratoire de Photophysique et photochimie supramoléculaires et macromoléculaires du CNRS.
En 2016, elle obtient une bourse ERC Starting Grant du Conseil européen de la recherche.
Elle fait partie des 178 bénéficiaires de bourses d’excellence du Conseil européen de la recherche réclamant un changement dans le recrutement et le financement du CNRS.

## Distinctions et récompenses
- Médaille de bronze du CNRS 2017